# Ungava

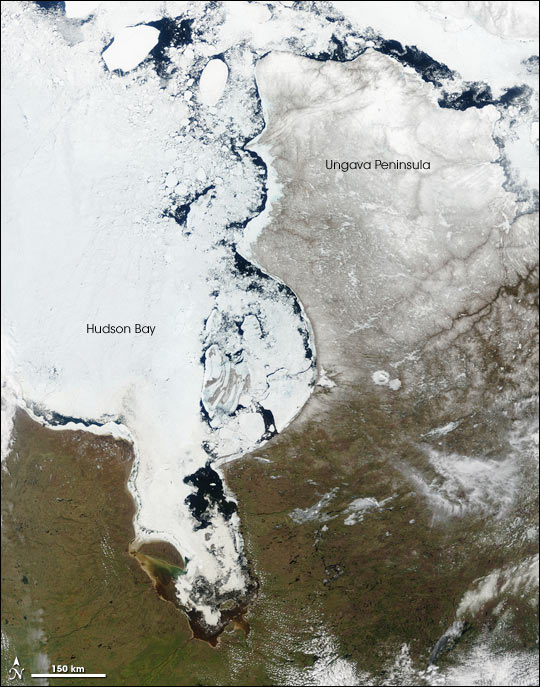
A Hudson-öböl és az Ungava-félsziget műholdképen

Az Ungava-félsziget Québec legészakibb részét teszi ki; területe mintegy 350 000 km2. Nyugatról a Hudson-öböl, északról a Hudson-szoros; keletről pedig az Ungava-öböl határolja. A félsziget – és egyben Québec – legészakibb pontja a Wolstenholme-fok. A jég által lepusztított terület a Kanadai-ősföld részét képezi, és teljes egészében fák nélküli tundra borítja, tavakkal és folyókkal tarkítva.